# Gerd-Helmut Komossa
Gerd-Helmut Komossa (* 11. November 1924 in Allenstein; † 26. April 2018 in Bonn) war ein Generalmajor der Bundeswehr. Er war von 1977 bis 1980 der Amtschef des Amtes für Sicherheit der Bundeswehr (ASBw) und damit Leiter des Militärischen Abschirmdienstes (MAD).

## Leben
Nach seiner Kindheit in Allenstein in Ostpreußen und dem Besuch der Behringschule in Hohenstein trat Komossa, Sohn eines Kaufmanns, am 1. Februar 1943 als Offizieranwärter bei der leichten Artillerieausbildungsabteilung 32 in Graudenz in die Wehrmacht ein und wurde von November 1943 bis März 1944 als Vorgeschobener Beobachter beim Panzerartillerieregiment 123 an der Ostfront (darunter in Nikopol) sowie von September 1944 bis Januar 1945 bei der 2. Batterie des Artillerieregiments 337 (Räume Warschau und Ostpreußen) eingesetzt. Von Januar bis Mai 1945 war er Abteilungsadjutant der II. Abteilung des Artillerieregiments 23 in Westpreußen. Im Mai 1945 geriet er in sowjetische Gefangenschaft, welche er in einem Lager in Tilsit in Ostpreußen verbrachte. Nach der Freilassung im April 1949 folgten Tätigkeiten als freier Journalist und von März 1950 bis Juni 1956 als Verwaltungsangestellter beim Arbeitsamt in Gelsenkirchen.
Am 1. Juli 1956 trat Komossa beim Panzerartillerieregiment 3 als Oberleutnant in die Bundeswehr ein. Vom September bis Dezember 1956 war er bei der Prüfstelle VM im Bundesministerium der Verteidigung in Bonn, von April 1957 bis März 1961 Adjutant des Kommandierenden Generals des I. Korps in Münster und von Juli bis November 1960 Batteriechef im Artillerieregiment 1 in Hannover. Von 1961 bis 1963 absolvierte er den 4. Generalstabslehrgang Heer an der Führungsakademie der Bundeswehr in Hamburg, wo er zum Offizier im Generalstabsdienst ausgebildet wurde. Danach war er nuklearer Planungsoffizier im Hauptquartier der Central Army Group der NATO in Heidelberg, ab Oktober 1966 Bataillonskommandeur des Panzerartilleriebataillons 125 in Bayreuth und ab November 1968 Referent im Führungsstab des Heeres und Generalstabsoffizier beim Stellvertretenden Inspekteur des Heeres. Von 1971 bis 1973 war er Adjutant des Generalinspekteurs der Bundeswehr, Admiral Armin Zimmermann.
Von April 1973 bis März 1975 war Komossa Brigadekommandeur der Panzerbrigade 12 in Amberg. Danach wurde er im April 1975 Kommandeur Funktions- und Sonderlehrgänge und Beauftragter des Inspekteurs des Heeres an der Führungsakademie der Bundeswehr in Hamburg. Danach übernahm Komossa unter dem sozialdemokratischen Verteidigungsminister Georg Leber am 28. September 1977, nach der Pensionierung von Brigadegeneral Paul-Albert Scherer, die Leitung des Militärischen Abschirmdienstes (MAD). Der MAD war damals wegen einer Reihe von klandestinen Abhöroperationen (zum Beispiel Lauschaffäre Traube) schwer angeschlagen; Komossa sollte den Nachrichtendienst neu organisieren. Danach übernahm er als Nachfolger von Gert Bastian am 2. April 1980 das Kommando über die 12. Panzerdivision und wurde zum Generalmajor befördert. Im Anschluss daran war er vom 1. April 1983 bis zum 31. März 1985 Befehlshaber des Territorialkommandos Süd. Mit Ablauf des März 1985 wurde er in den Ruhestand versetzt.
1996/1997 gehörte Komossa zu den Gründungsmitgliedern der Stimme der Mehrheit. Er war Vorsitzender der Gesellschaft für die Einheit Deutschlands e. V. (Bonn), die 2001 von der Bundeszentrale für politische Bildung als anerkannter Bildungsträger gefördert wurde.

## Auszeichnungen
- Sturmabzeichen (1944)
- Eisernes Kreuz I. Klasse (1945)
- Nahkampfspange in Silber (1945)
- Offizierskreuz der Legion of Merit
- Ehrenkreuz der Bundeswehr in Gold
- Verdienstkreuz 1. Klasse des Verdienstordens der Bundesrepublik Deutschland (1983)

## Werke
- Deutschland heute. Eine kritische Bilanz. Gedanken eines Soldaten. Bernard und Graefe, Bonn 2000, ISBN 3-7637-6205-1.
- Von Masuren an den Rhein. Heimkehr in die Fremde. Leopold Stocker Verlag, Graz 2003, ISBN 3-7020-0995-7.
- Die deutsche Karte. Das verdeckte Spiel der geheimen Dienste. Ein Amtschef des MAD berichtet. Ares-Verlag, Graz 2007, ISBN 978-3-902475-34-3.